# HMS Regent (N41)
HMS Regent (N41) là một tàu ngầm  lớp Rainbow được Hải quân Hoàng gia Anh chế tạo vào đầu thập niên 1930. Nó là chiếc tàu chiến thứ ba của Hải quân Anh được đặt cái tên này, mang ý nghĩa nhiếp chính. Nhập biên chế năm 1932, nó được phái sang phục vụ tại Viễn Đông cho đến khi Chiến tranh Thế giới thứ hai bùng nổ, và được điều về tăng cường cho lực lượng tại Địa Trung Hải khi Ý tuyên chiến với Pháp. Regent bị mất tích trong biển Adriatic từ ngày 11 tháng 4, 1943, rất có thể do trúng thủy lôi ngoài khơi Monopoli, Apulia, Ý vào ngày 18 tháng 4, 1943.

## Thiết kế và chế tạo

### Thiết kế
Lớp Rainbow được thiết kế như phiên bản cải tiến của  lớp Parthian dẫn trước, và dự định có tầm hoạt động xa nhằm phục vụ tại Viễn Đông. Chúng có chiều dài chung 287 foot 2 inch (87,5 m), mạn tàu rộng 29 foot 10 inch (9,1 m) và mớn nước trung bình 13 foot 10 inch (4,2 m). Con tàu có trọng lượng choán nước khi nổi 1.772 tấn Anh (1.800 t) và 2.030 tấn Anh (2.063 t) khi lặn. Lớp Rainbow có thủy thủ đoàn bao gồm 56 sĩ quan và thủy thủ, và có độ sâu lặn thử nghiệm tối đa 300 ft (91 m).
Khi di chuyển trên mặt nước, lớp Rainbow được cung cấp động năng từ hai động cơ diesel công suất 2.200 mã lực phanh (1.641 kW), mỗi chiếc dẫn động một trục chân vịt. Khi lặn mỗi trục chân vịt được dẫn động bởi một động cơ điện 660 mã lực (492 kW). Lớp Rainbow đạt được tốc độ tối đa 17,5 kn (32,4 km/h) trên mặt nước và 9 hải lý trên giờ (17 km/h; 10 mph) dưới nước. Chúng có tầm hoạt động tối đa 7.050 hải lý (13.060 km) ở tốc độ đường trường 9,2 hải lý trên giờ (17,0 km/h; 10,6 mph) khi nổi, và 62 hải lý (115 km; 71 mi) ở tốc độ 4 hải lý trên giờ (7,4 km/h; 4,6 mph) khi lặn.
Con tàu được trang bị sáu ống phóng ngư lôi 21 in (530 mm) trước mũi, và thêm hai ống phóng phía đuôi tàu. Nó mang thêm sáu ngư lôi để nạp lại, nâng tổng cộng ngư lôi mang theo là 14 quả. Nó cũng được trang bị một hải pháo QF 4,7 in (120 mm) Mk IX trên boong tàu.

### Chế tạo
Regent được đặt hàng vào ngày 28 tháng 2, 1929, và được đặt lườn tại xưởng tàu của hãng Vickers Shipbuilding and Engineering ở Barrow-in-Furness vào ngày 19 tháng 6, 1929. Nó được hạ thủy vào ngày 11 tháng 6, 1930 và nhập biên chế cùng Hải quân Hoàng gia Anh vào ngày 11 tháng 11, 1930.

## Lịch sử hoạt động

### 1932 - 1939
Regent được phái đi phục vụ cùng Chi hạm đội Tàu ngầm 4 tại Trạm Trung Hoa cho đến năm 1940, và đã đặt căn cứ tại Hong Kong. Tại đây chiếc Medway, tàu tiếp liệu tàu ngầm đầu tiên được Hải quân Hoàng gia Anh chế tạo cho mục đích này, đã phục vụ tiếp liệu và bảo trì cho Regent, cũng như cho các tàu ngầm chị em Rainbow, Regulus và Rover. Thiếu tá Hải quân Hugh Browne tiếp nhận quyền chỉ huy con tàu vào ngày 9 tháng 4, 1939. Khi Chiến tranh Thế giới thứ hai nổ ra tại Châu Âu vào đầu tháng 9, 1939, chiếc tàu ngầm bắt đầu hoạt động tuần tra tại các vùng biển Viễn Đông, và được điều sang đặt căn cứ hoạt động tại Singapore.

### 1940 - 1943
Vào tháng 4 và tháng 5, 1940, Regent cùng các tàu ngầm thuộc Chi hạm đội Tàu ngầm 4 được điều sang Chi hạm đội Tàu ngầm 1, đặt căn cứ tại Alexandria, Ai Cập. Vào lúc này nó được mang ký hiệu lườn N41, và đã hoạt động rải thủy lôi dọc bờ biển Bắc Phi. Từ tháng 6 đến tháng 12, nó cùng Chi hạm đội Tàu ngầm 1 được bố trí hoạt động tại khu vực Đông Địa Trung Hải, và trong một chuyến tuần tra vào tháng 10, nó đã đánh chìm hai tàu buôn với tổng tải trọng 6.080 tấn ngoài khơi Durazzo, Albania. Regent đã đánh chìm bằng cách húc tàu buôn Ý Maria Grazia (188 GRT) ngoài khơi Bari tại tọa độ 41°05′B 17°45′Đ / 41,083°B 17,75°Đ vào ngày 5 tháng 10. Bốn ngày sau đó, chiếc tàu ngầm lại phóng ngư lôi tấn công tàu buôn Ý Antonietta Costa (5.900 GRT) tại tọa độ 41°05′B 17°45′Đ / 41,083°B 17,75°Đ. Antonietta Costa mắc cạn nên không bị đắm, nhưng được xem là một tổn thất toàn bộ.

### Tóm tắt chiến công
| Ngày             | Tên tàu          | Quốc tịch    | Tải trọng (GRT) | Số phận          |
| ---------------- | ---------------- | ------------ | --------------- | ---------------- |
| 5 tháng 10, 1940 | Maria Grazia     | Italy        | 188             | Bị đánh chìm     |
| 9 tháng 10, 1940 | Antonietta Costa | Italy        | 5.900           | Tổn thất toàn bộ |
| 15 tháng 1, 1941 | Città di Messina | Italy        | 2.742           | Bị đánh chìm     |
| 21 tháng 2, 1942 | Menes            | Nazi Germany | 5.609           | Bị hư hại        |